# Hypolimnas phalkes
Hypolimnas phalkes är en fjärilsart som beskrevs av Hans Fruhstorfer 1912. Hypolimnas phalkes ingår i släktet Hypolimnas och familjen praktfjärilar. Inga underarter finns listade i Catalogue of Life.